# نجات سینما
نجات سینما (انگلیسی: Save the Cinema) یک فیلم درام بریتانیایی به نویسندگی پیرز اشوُرث و کارگردانی سارا شوگرمن محصول ۲۰۲۲ است. این فیلم بر پایه داستان واقعی لیز ایوانز، آرایشگر و سرپرست یک گروه تئاتر جوانان در کارمارتن ولز، که در سال ۱۹۹۳ کمپینی را برای جلوگیری از تعطیلی سینمای لیریک راه‌اندازی کرد، ساخته شده است. در این فیلم جاناتان پرایس، سامانتا مورتون، تام فلتون، عدیل اختر و سوزان ووکوما نقش‌آفرینی کرده‌اند.
لیز ایوانز مادر وین ایوانز، مدیر اپرای ملی ولز به همراه مارک لیولین ایوانز، یکی از اعضای اپرای ملی انگلستان و بنیانگذار اِی‌بی‌سی آو اپرا، در این فیلم در نقش‌های کوتاهی ظاهر می‌شوند.

## داستان
لیز ایوانز آرایشگر و سرپرست یک تئاتر جوانان در کارمارتن ولز است که در سال ۱۹۹۳ کمپینی را برای جلوگیری از تعطیلی سینمای لیریک آغاز کرد. او و یکی از اعضای شورای محلی از استیون اسپیلبرگ کمک می‌گیرند تا فیلم پارک ژوراسیک را به طور ویژه در این سینما نمایش دهند.

## بازیگران
- جاناتان پرایس
- سامانتا مورتون
- تام فلتون
- عدیل اختر
- سوزان ووکوما
- ارین ریچاردز
- اوین یومان
- کیت آلن
- رود گیلبرت
- دورا دیویس
- لیان هولدر
- جو هرست
- ثائر الشاعی